# غجر السودان
غجر السودان، هو مصطلح يطلق على الأقلية الغجرية أو الدوم في السودان، واللذين يتحدثون اللغة الدومرية وهاجروا إلى أراضي السودان الحالية من جنوب آسيا، وخاصة من الهند، في العصر البيزنطي. 

## السكان
يبلغ عدد سكان الغجر في الأراضي السودانية حوالي 50000 نسمة.

## التاريخ
لقد عزل شعب الدوم والنوار أنفسهم لقرون عن الثقافة السائدة في السودان.
قدم الغجر في السودان وسائل الترفيه الموسيقية مثل حفلات الزفاف وغيرها من الاحتفالات. يشمل شعب الروما أو الغجر في السودان مجموعات فرعية مثل نوار وحلبي وغجر.